# FC Wohlen
El Football Club Wohlen es un club de fútbol de Suiza de la ciudad de Wohlen. Fue fundado en 1904 y se desempeña en la Promotion League.